# 윈도우 계산기
윈도우 계산기(영어: Windows Calculator)는 마이크로소프트에서 개발하고 윈도우에 포함되어 있는 소프트웨어 계산기이다. 표준, 공학, 프로그래머 및 그래프의 네 가지 모드가 있다. 표준 모드에는 산술 연산을 수행하기 위한 숫자 패드와 버튼이 있다. 공학 모드에서는 한 단계 더 나아가 지수와 삼각함수가 추가되어 있고 프로그래머 모드에서는 사용자가 컴퓨터 프로그래밍과 관련된 작업을 수행할 수 있다. 최근에는 계산기에 그래프 모드가 추가되어 사용자가 좌표 평면에서 방정식을 그래프로 작성할 수 있다.

## 설명
계산기 프로그램은 인터페이스가 단순하고 크기가 작으며, 사칙 연산이나 공학 계산의 거의 모든 기능을 수행할 수 있다. 이 응용 프로그램은 일반용 모드와 공학용 모드 가운데 하나를 사용할 수 있게 되어 있다. 일반용 모드의 경우 단순 사칙 연산을 하는 반면, 공학용 모드의 경우 단순 통계 산수뿐 아니라 로그, 기수 기반의 변환, 불 함수, 라디안, 각도, 그레이드 등의 대부분의 고급 연산을 할 수 있다.
윈도우 7에는 프로그래머 모드와 통계 모드가 추가되고 공학용 모드에서 진법 연산 및 통계 기능이 빠졌으며 사용이 편리하도록 몇 가지 기능이 추가되었다.

## 문제점
- 제곱근 연산자(sqrt(4) - 2 = -8.1648465955514287168521180122928e-39)와 같은 일부 초월함수 연산의 경우 catastrophic cancelation로 인해 숫자가 잘못 계산된다.
- 윈도우 10의 비 LTSC 버전에 있는 유니버설 계산기의 이전 버전은 숫자 형식 지정에 앱의 표시 언어와 다른 지역 형식(지역 제어판에서 설정할 수 있음)을 사용하지 않는다.

## 같이 보기
- 마이크로소프트 매스 서버